# 三河県駅
三河県駅（さんがけんえき）は中華人民共和国河北省廊坊市三河市にある、中国鉄路総公司（CR）京哈線の駅。1975年に開業。北京駅から59km、ハルビン駅から1190kmの位置にある。北京鉄路局所属の四等駅に設定されている。

## 駅周辺
三河市の市街地より少し南東に離れた位置にある。
- 三河県車站派出所
- 三河市塩政管理所
- 海宏鋼材市場
- 東方小区
- 河市第一実験中学

## 隣の駅
中国鉄路総公司
京哈線
三平駅 - 三河県駅 - 段甲嶺駅